# آمیل‌متاکرزول
آمیل‌متاکرزول (AMC) ماده ای ضدعفونی كننده است كه برای درمان عفونت‌های دهان و گلو استفاده می‌شود. این ترکیب به عنوان ماده فعال دارویی در قرص‌های مکیدنی تجاری برای گلودرد استفاده می‌شود. معمولاً در ترکیب با دی‌کلروبنزیل الکل، یکی دیگر از ضدعفونی‌کننده‌ها، کاربرد دارد.

## همچنین ببینید
- ۴٬۲-دی‌کلروبنزیل الکل
- ستیل‌پیریدینیوم کلرید